# Bauprobe
Als Bauprobe bezeichnet man einen von der Theaterleitung zu einer bestimmten Produktion vereinbarten Termin. In der Regel findet die Bauprobe zu einem Zeitpunkt statt, an dem sich Bühnenbildner und Regisseur bereits auf einen Bühnenbildentwurf geeinigt haben. 
Auf der Bauprobe werden mit möglichst einfachen, kostengünstigen Mitteln die Proportionen und Besonderheiten wie z. B. verwendete Versenkungen, Auf- und Abtrittsmöglichkeiten etc. auf der Bühne markiert. Dies soll es dem Regisseur und Bühnenbildner ermöglichen, den Bühnenentwurf auf seine Nutzbarkeit zu kontrollieren, bevor der Entwurf in den Theaterwerkstätten gebaut und somit realisiert wird. Insbesondere die Sichtlinieneigenschaften des Entwurfes lassen sich auf diese Weise gut überprüfen.
Vertragstechnisch betrachtet ist der Bauprobentermin für den Bühnenbildner von besonderer Bedeutung: Es ist in den meisten Theatern üblich, die Gage des Bühnenbildners zu je einem Drittel bei Vertragsunterzeichnung, bei der Bauprobe und bei der Premiere einer Produktion auszubezahlen.